# وادي نقمة
وادي نقمة هو واد في تهامة بلاد بلقرن في محافظة العرضيات تسيل مياهه من جبل ربا ومن جبل القيب ومن جبل الحدب باتجاه الجنوب حتى يرفد وادي النضر شمالي بلدة ثريبان.